# Grave-bitume
La grave-bitume est une grave enrobée de bitume, de 3 à 4 %.

## Caractéristiques
La grave est un gravier à granulométrie contrôlée, composé de sable jusqu'au caillou, ce mélange permettant un bon compactage.
Le grave-bitume est utilisé depuis le début des années 1970

## Utilisation
Couche de forme, de base, de fondation et du tablier